# Rajd Wysp Kanaryjskich 2016

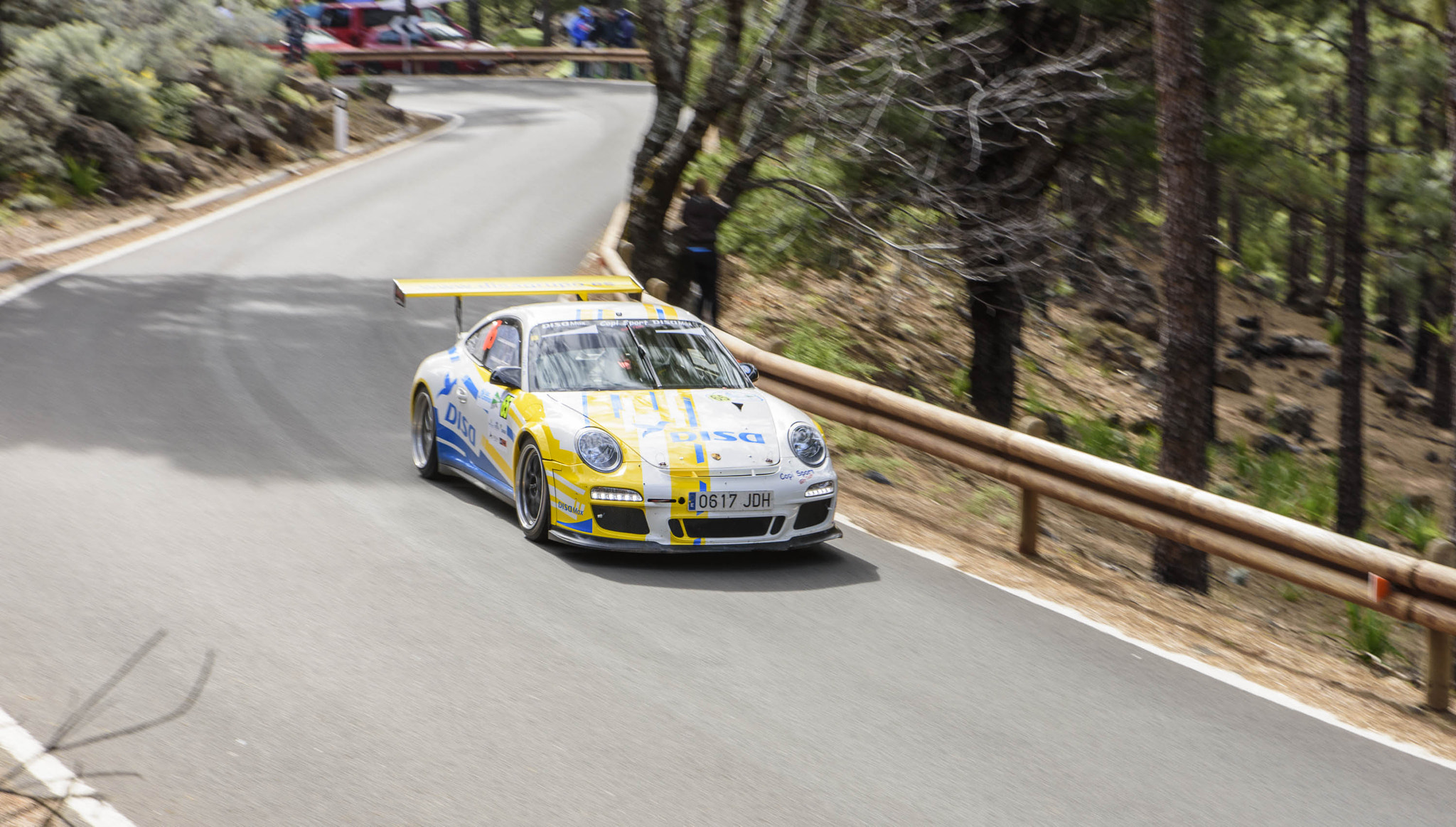
Hiszpan Enrique Cruz zwycięzca rajdu

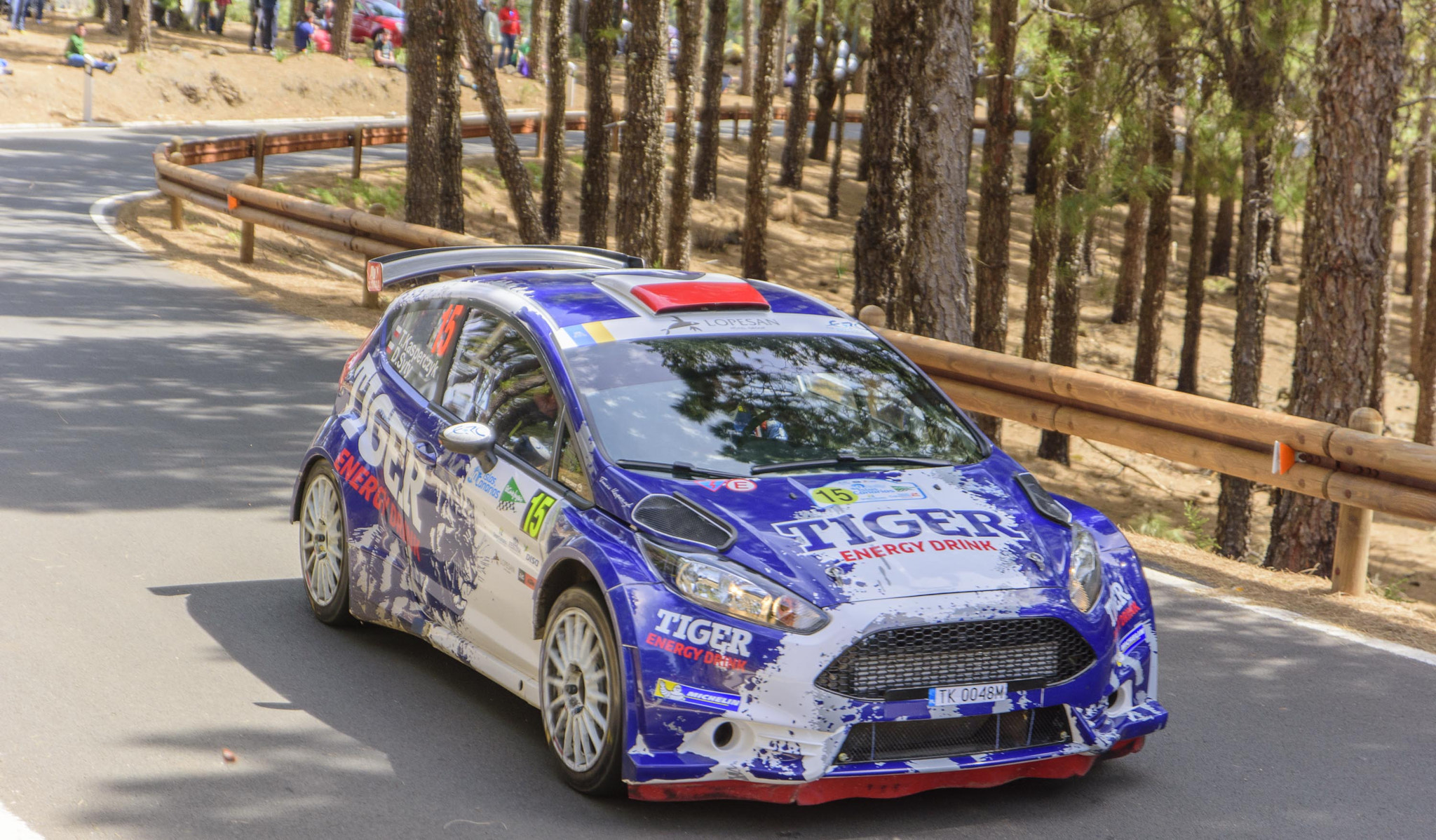
Tomasz Kasperczyk podczas rajdu zajął dziesiąte miejsce w klasyfikacji ERC

Rajd Wysp Kanaryjskich 2016 (40. Rally Islas Canarias - El Corte Inglés) to kolejna, 40 edycja Rajdu Wysp Kanaryjskich rozgrywanego na terenie Hiszpanii, na Wyspach Kanaryjskich. Rozgrywany był w dniach 10-12 marca 2016 roku. Była to druga runda Rajdowych Mistrzostw Europy w roku 2016. Składał się z 12 odcinków specjalnych, rozgrywanych na nawierzchni asfaltowej. Była to zarazem pierwsza runda Rajdowych Mistrzostw Hiszpanii (rajd o współczynniku 1,5) w roku 2016.

## Zwycięzcy odcinków specjalnych[1]
| Dzień    | Numer odcinka | Nazwa odcinka            | Długość  | Zwycięzca odcinka                    | Nr Sam.          | Samochód               | Czas             | Śr. pr.          | Lider rajdu                         |
| -------- | ------------- | ------------------------ | -------- | ------------------------------------ | ---------------- | ---------------------- | ---------------- | ---------------- | ----------------------------------- |
| 11 marca | OS1           | SSS Ciudad de Las Palmas | 2.2 km   | odcinek odwołany                     | odcinek odwołany | odcinek odwołany       | odcinek odwołany | odcinek odwołany | odcinek odwołany                    |
| 11 marca | OS2           | Moya 1                   | 24.73 km | Mads Østberg Ola Fløene              | 3                | Ford Fiesta R5         | 15:34.2          | 95.3 km/h        | Mads Østberg Ola Fløene             |
| 11 marca | OS3           | Tejeda 1                 | 15.01 km | Enrique Cruz Ariday Bonilla          | 65               | Porsche 997 GT3 RS 3.8 | 8:58.5           | 100.3 km/h       | Mads Østberg Ola Fløene             |
| 11 marca | OS4           | Santa Lucía 1            | 14.50 km | Enrique Cruz Ariday Bonilla          | 65               | Porsche 997 GT3 RS 3.8 | 9:13.2           | 94.4 km/h        | Mads Østberg Ola Fløene             |
| 11 marca | OS5           | Moya 2                   | 24.73 km | Kajetan Kajetanowicz Jarosław Baran  | 1                | Ford Fiesta R5         | 15:35.2          | 95.2 km/h        | Mads Østberg Ola Fløene             |
| 11 marca | OS6           | Tejeda 2                 | 15.01 km | Kajetan Kajetanowicz Jarosław Baran  | 1                | Ford Fiesta R5         | 8:56.2           | 100.8 km/h       | Mads Østberg Ola Fløene             |
| 11 marca | OS7           | Santa Lucía 2            | 14.50 km | Aleksiej Łukjaniuk Aleksiej Arnautow | 2                | Ford Fiesta R5         | 9:10.5           | 94.8 km/h        | Kajetan Kajetanowicz Jarosław Baran |
| 12 marca | OS8           | Ingenio 1                | 22.84 km | Enrique Cruz Ariday Bonilla          | 65               | Porsche 997 GT3 RS 3.8 | 13:41.4          | 100.1 km/h       | Kajetan Kajetanowicz Jarosław Baran |
| 12 marca | OS9           | Gáldar 1                 | 13.97 km | Enrique Cruz Ariday Bonilla          | 65               | Porsche 997 GT3 RS 3.8 | 8:45.0           | 95.8 km/h        | Enrique Cruz Ariday Bonilla         |
| 12 marca | OS10          | Valleseco 1              | 15.45 km | Enrique Cruz Ariday Bonilla          | 65               | Porsche 997 GT3 RS 3.8 | 10:06.0          | 91.8 km/h        | Enrique Cruz Ariday Bonilla         |
| 12 marca | OS11          | Ingenio 2                | 22.84 km | Enrique Cruz Ariday Bonilla          | 65               | Porsche 997 GT3 RS 3.8 | 13:43.7          | 99.8 km/h        | Enrique Cruz Ariday Bonilla         |
| 12 marca | OS12          | Gáldar 2                 | 13.97 km | Aleksiej Łukjaniuk Aleksiej Arnautow | 2                | Ford Fiesta R5         | 8:43.9           | 96.0 km/h        | Enrique Cruz Ariday Bonilla         |
| 12 marca | OS13          | Valleseco 2              | 15.45 km | Aleksiej Łukjaniuk Aleksiej Arnautow | 2                | Ford Fiesta R5         | 10:02.8          | 92.3 km/h        | Enrique Cruz Ariday Bonilla         |

## Wyniki końcowe rajdu
| Miejsce                                      | Kierowca                                     | Pilot                                        | Samochód                                     | Czas                                         | Strata                                       | Pkt ERC                                      |
| klasyfikacja generalna (pierwsza dziesiątka) | klasyfikacja generalna (pierwsza dziesiątka) | klasyfikacja generalna (pierwsza dziesiątka) | klasyfikacja generalna (pierwsza dziesiątka) | klasyfikacja generalna (pierwsza dziesiątka) | klasyfikacja generalna (pierwsza dziesiątka) | klasyfikacja generalna (pierwsza dziesiątka) |
| -------------------------------------------- | -------------------------------------------- | -------------------------------------------- | -------------------------------------------- | -------------------------------------------- | -------------------------------------------- | -------------------------------------------- |
| 1                                            | Enrique Cruz                                 | Ariday Bonilla                               | Porsche 997 GT3 RS 3.8                       | 2:13:27.2                                    | –                                            |                                              |
| 2                                            | Aleksiej Łukjaniuk                           | Aleksiej Arnautow                            | Ford Fiesta R5                               | 2:13:52.4                                    | +25.2                                        |                                              |
| 3                                            | Kajetan Kajetanowicz                         | Jarosław Baran                               | Ford Fiesta R5                               | 2:14:25.1                                    | +57.9                                        |                                              |
| 4                                            | Cristian García Martínez                     | Eduardo González                             | Mitsubishi Lancer Evo IX                     | 2:15:04.6                                    | +1:37.4                                      |                                              |
| 5                                            | Alfonso P. Viera                             | Víctor Pérez                                 | Škoda Fabia WRC                              | 2:15:12.0                                    | +1:44.8                                      |                                              |
| 6                                            | Luis Monzón                                  | José Carlos Déniz                            | Citroën DS3 R5                               | 2:15:43.8                                    | +2:16.6                                      |                                              |
| 7                                            | Pedro Burgo                                  | Marcos Burgo                                 | Porsche 997 GT3 RS 3.8                       | 2:16:41.7                                    | +3:14.5                                      |                                              |
| 8                                            | Jonathan Pérez                               | Alejandro López Fernández                    | Ford Fiesta R5                               | 2:16:50.9                                    | +3:23.7                                      |                                              |
| 9                                            | Eduardo Domínguez Jerez                      | Dailos González                              | Ford Fiesta R5 +                             | 2:17:52.8                                    | +4:25.6                                      |                                              |
| 10                                           | Vicente Bolaños                              | Magnolia Herrera                             | Mitsubishi Lancer Evo IX                     | 2:17:57.6                                    | +4:30.4                                      |                                              |
| ERC (punktowane pozycje)                     |                                              |                                              |                                              |                                              |                                              |                                              |
| 1. (2.)                                      | Aleksiej Łukjaniuk                           | Aleksiej Arnautow                            | Ford Fiesta R5                               | 2:13:52.4                                    | -                                            | 38                                           |
| 2. (3.)                                      | Kajetan Kajetanowicz                         | Jarosław Baran                               | Ford Fiesta R5                               | 2:14:25.1                                    | +32.7                                        | 29                                           |
| 3. (6.)                                      | Luis Monzón                                  | José Carlos Déniz                            | Citroën DS3 R5                               | 2:15:43.8                                    | +1:51.4                                      | 25                                           |
| 4. (8.)                                      | Jonathan Pérez                               | Alejandro López Fernández                    | Ford Fiesta R5                               | 2:16:50.9                                    | +2:58.5                                      | 20                                           |
| 5. (13.)                                     | Wojciech Chuchała                            | Daniel Dymurski                              | Subaru Impreza STi N15                       | 2:19:49.7                                    | +5:57.3                                      | 11                                           |
| 6. (14.)                                     | Jarosław Kołtun                              | Ireneusz Pleskot                             | Ford Fiesta R5                               | 2:20:09.4                                    | +6:17.0                                      | 8                                            |
| 7. (16.)                                     | Robert Consani                               | Maxime Vilmot                                | Peugeot 208 T16                              | 2:21:12.0                                    | +7:19.6                                      | 11                                           |
| 8. (18.)                                     | János Puskádi                                | Barnabás Gódor                               | Škoda Fabia R5                               | 2:21:52.4                                    | +8:00.0                                      | 4                                            |
| 9. (20.)                                     | Surhayen Pernía                              | Juan Luis García                             | Renault Clio RS R3T                          | 2:22:18.6                                    | +8:26.2                                      | 2                                            |
| 10. (21.)                                    | Tomasz Kasperczyk                            | Damian Syty                                  | Ford Fiesta R5                               | 2:22:29.4                                    | +8:37.0                                      | 1                                            |

## Kasyfikacja po 1 rundzie RME 2016
Punkty w klasyfikacji generalnej ERC otrzymuje 10 pierwszych zawodników, którzy uczestniczą w programie ERC i w ukończą wyścig, punktowanie odbywa się według klucza:
| Miejsce | 1  | 2  | 3  | 4  | 5  | 6 | 7 | 8 | 9 | 10 |
| Punkty  | 25 | 18 | 15 | 12 | 10 | 8 | 6 | 4 | 2 | 1  |

Dodatkowo po każdym etapie (dniu) rajdu prowadzona jest osobna klasyfikacja, w której przyznawano punkty według klucza 7-6-5-4-3-2-1 (jeżeli dany etap obejmował przynajmniej 25% długości odcinków specjalnych rajdu). Do klasyfikacji zaliczane są cztery najlepsze wyniki spośród pięciu pierwszych rajdów oraz cztery najlepsze wyniki w pięciu ostatnich rajdach w sezonie.
| Poz. | Kierowca             | ESP    | GBR | GRE | POR | BEL | EST | POL | CZE | CYP | Suma punktów |
| ---- | -------------------- | ------ | --- | --- | --- | --- | --- | --- | --- | --- | ------------ |
| 1    | Aleksiej Łukjaniuk   | 125+13 |     |     |     |     |     |     |     |     | 38           |
| 2    | Kajetan Kajetanowicz | 218+11 |     |     |     |     |     |     |     |     | 29           |
| 3    | Luis Monzón Artilles | 315+10 |     |     |     |     |     |     |     |     | 25           |
| 4    | Yonaton Pérez Suárez | 412+8  |     |     |     |     |     |     |     |     | 20           |
| 5    | Wojciech Chuchała    | 510+1  |     |     |     |     |     |     |     |     | 11           |
| 6    | Robert Consani       | 76+5   |     |     |     |     |     |     |     |     | 11           |
| 7    | Jarosław Kołtun      | 68     |     |     |     |     |     |     |     |     | 8            |
| 8    | János Puskádi        | 84     |     |     |     |     |     |     |     |     | 4            |
| 9    | Federico Della Casa  | 390+3  |     |     |     |     |     |     |     |     | 3            |
| 10   | Surhayén Pernía      | 92     |     |     |     |     |     |     |     |     | 2            |
| 11   | Antonín Tlusťák      | 330+2  |     |     |     |     |     |     |     |     | 2            |
| 12   | Hermen Kobus         | NU0+2  |     |     |     |     |     |     |     |     | 2            |
| 13   | Tomasz Kasperczyk    | 101    |     |     |     |     |     |     |     |     | 1            |
| 14   | Giacomo Costenaro    | NU0+1  |     |     |     |     |     |     |     |     | 1            |
| Poz. | Kierowca             | ESP    | GBR | GRE | POR | BEL | EST | POL | CZE | CYP | Suma punktów |

| Kolor     | Opis                   |
| --------- | ---------------------- |
| Złoty     | Zwycięzca              |
| Srebrny   | 2. miejsce             |
| Brązowy   | 3. miejsce             |
| Zielony   | Punktowane miejsce     |
| Niebieski | Ukończył nie punktował |
| Fioletowy | Nie ukończył NU        |
| Czarny    | Wykluczony X           |
| Biały     | Nie wystartował NW     |
| Puste     | Nie brał udziału       |